# Seznam toplic v Sloveniji
Seznam toplic v Sloveniji.

## Zdravilišča in terme
| T.3000Olimia · (+Aqualuna)MariborBioterme M.NedeljaŠmarješke TopliceDolenjske TopliceTopolšicaRimske TermeLaškoCerknoSnovikParadisoČatežTalasoLifeclassBanovciLendavaPtujZrečeDobrnaRadenciSeznam toplic v Sloveniji (Slovenija) |

| Ime                                            | Leto      | Kraj                  | Občina            | Vodne površine | Pokrajina |
| ---------------------------------------------- | --------- | --------------------- | ----------------- | -------------- | --------- |
| Terme Dobrna                                   | 1403      | Dobrna                | Dobrna            | m2             | Štajerska |
| Rimske terme                                   | 1486 1840 | Rimske Toplice        | Laško             | 450 m2         | Štajerska |
| Terme Dolenjske Toplice                        | 1658      | Dolenjske Toplice     | Dolenjske Toplice | 1,600 m2       | Dolenjska |
| Zdravilišče Rogaška                            | 1676 1998 | Rogaška Slatina       | Rogaška Slatina   | 1,200 m2       | Štajerska |
| Terme Čatež                                    | 1802 1924 | Čatež ob Savi         | Brežice           | 11,800 m2      | Dolenjska |
| Terme Topolšica                                | 1838      | Topolšica             | Šoštanj           | 1,768 m2       | Štajerska |
| Thermana Laško                                 | 1853      | Laško                 | Laško             | 2,200 m2       | Štajerska |
| Terme Radenci                                  | 1882      | Radenci               | Radenci           | 1,400 m2       | Štajerska |
| Talaso Strunjan                                | 1960s     | Strunjan              | Piran             | 546 m2         | Primorska |
| Terme 3000 (znane kot MORAVSKE TOPLICE)        | 1962      | Moravske Toplice      | Moravske Toplice  | 5,000 m2       | Prekmurje |
| Terme Olimia (+Termalni park Aqualuna)         | 1966      | Podčetrtek            | Podčetrtek        | 7,150 m2       | Štajerska |
| Bioterme Mala Nedelja (znane kot MALI MORAVCI) | 1973      | Moravci v Sl. Goricah | Ljutomer          | 1,400 m2       | Štajerska |
| Terme Banovci                                  | 1973      | Banovci               | Veržej            | 2,000 m2       | Štajerska |
| Terme Ptuj                                     | 1975      | Ptuj                  | Ptuj              | 4,200 m2       | Štajerska |
| Terme Zreče                                    | 1978      | Zreče                 | Zreče             | 1,600 m2       | Štajerska |
| Terme Paradiso                                 | 2011      | Dobova                | Brežice           | 1,800 m2       | Dolenjska |
| Klunove toplice                                |           | Bušeča vas            | Brežice           | m2             | Štajerska |
| Medijske toplice (trenutno ne obratujejo)      |           | Izlake                | Zagorje ob Savi   | m2             | Gorenjska |
| Terme Lendava                                  |           | Lendava               | Lendava           | m2             | Prekmurje |
| Terme Maribor                                  |           | Maribor               | Maribor           | m2             | Štajerska |
| Terme Snovik                                   |           | Snovik                | Kamnik            | m2             | Gorenjska |
| Terme Šmarješke Toplice                        |           | Šmarješke Toplice     | Šmarješke Toplice | m2             | Dolenjska |
| Terme & Wellness LifeClass                     |           | Portorož              | Piran             | m2             | Primorska |
| Terme Cerkno                                   |           | Cerkno                | Cerkno            | m2             | Primorska |

## Termalni izviri na prostem
| Naziv                      | Lokacija               | Regija              |
| -------------------------- | ---------------------- | ------------------- |
| Termalni izvir Klevevž     | potok Radulja          | Dolenjska           |
| Termalni izvir Ljubljanice | pri Močilniku, Vrhnika | Ljubljanska kotlina |
| Termalni izvir Tolminke    | Tolminka               | Primorska           |